# 比奇维莱尔莱坦恩
比奇维莱尔莱坦恩（法語：Bitschwiller-lès-Thann，法語發音：[bitʃvilɛʁ lɛ tan] ⓘ，意为“坦恩附近的比奇维莱尔”）是法国上莱茵省的一个市镇，属于坦恩-盖布维莱尔区。

## 地名
法语地名中，“lès”意为“在……附近”，故地名Bitschwiller-lès-Thann意为“Thann附近的Bitschwiller”，《世界地名翻译大辞典》中忽视了地名“Thann”的惯用翻译“坦恩”，而将此地名译作“比奇维莱-莱塔恩”，这也与《大辞典》中“Thann”的译名“坦恩”自相矛盾，也会与另一地名“塔恩（Tarn）”混淆。

## 地理
比奇维莱尔莱坦恩（47°49'49"N, 7°4'49"E）面积12.64 平方千米，位于法国大東部大區上莱茵省，该省份为法国东部内陆省份，是阿尔萨斯的一部分，今与下莱茵省组成了阿尔萨斯欧洲集体，其北临下莱茵省，西接孚日省，西南接贝尔福地区省，东侧沿莱茵河与德国相望，南与瑞士接壤。
与比奇维莱尔莱坦恩接壤的市镇（或旧市镇、城区）包括：莫什、上布尔巴克、拉默斯马特、坦恩、什泰因巴克、于福尔茨。
比奇维莱尔莱坦恩的时区为UTC+01:00、UTC+02:00（夏令时）。

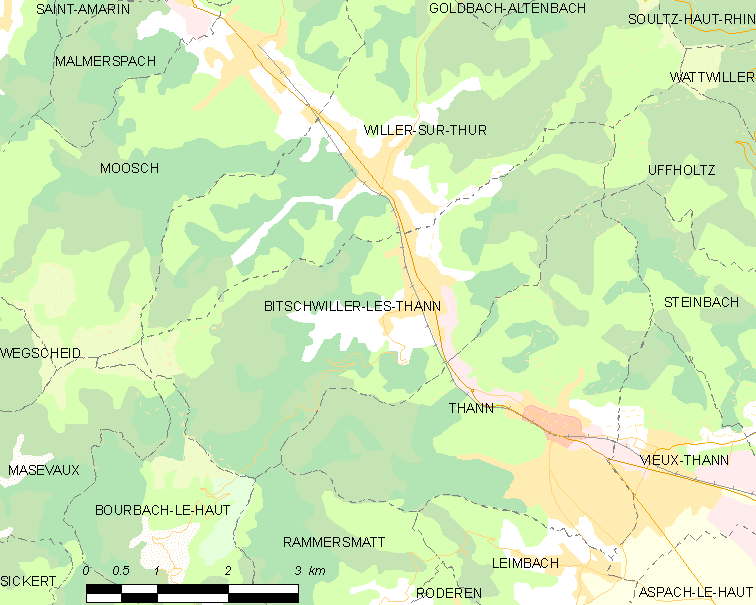
比奇维莱尔莱坦恩的OSM定位图

## 行政
比奇维莱尔莱坦恩的邮政编码为68620，INSEE市镇编码为68040。

## 政治
比奇维莱尔莱坦恩所属的省级选区为塞尔奈县。

## 人口

1962-2008年间比奇维莱尔莱坦恩人口变化图示

比奇维莱尔莱坦恩于2022年1月1日时的人口数量为1995人。